# 4. konjeniška divizija (Avstro-Ogrska)
4. konjeniška divizija (izvirno nemško 4. Kavallerie-Division oz. nemško 4. Kavallerietruppen-Division) je bila konjeniška divizija avstro-ogrske kopenske vojske, ki je bila aktivna med prvo svetovno vojno.

## Organizacija
Maj 1914
- 18. konjeniška brigada
- 21. konjeniška brigada
- reitende Artillerie-Division Nr. 11

## Poveljstvo
Poveljniki 
- Edmund von Zaremba: avgust 1914
- Otto Berndt: avgust 1914 - september 1915
- Johann Ostermuth: september 1915 - avgust 1916
- Theodor von Leonardi: avgust - oktober 1916
- Otto von Berndt: oktober 1916 - junij 1918
- Johann Lubienski: junij - november 1918